# Jag väntar...
Jag väntar... är en av författaren Dan Anderssons mest välkända dikter. Den ingick i novell- och diktsamlingen Kolvaktarens visor som gavs ut 1915. Dikten har senare tonsatts av Gunnar Turesson och spelats in av bland andra Harry Brandelius, Hootenanny Singers och vissångerskan Sofia Karlsson. Visan med dess text har blivit en av de mest älskade svenska visorna och spelas bland annat flitigt på såväl bröllop som begravningar.
Sofia Karlssons version tog sig in på Svensktoppen, där den stannade fyra veckor mellan den 19 juni och 10 juli 2005. Den låg som bäst på en åttondeplats.